# Elecciones estatales de Guerrero de 2008
Las elecciones estatales de Guerrero de 2008 se llevaron a cabo el domingo 5 de octubre de 2008, y en ellas fueron renovados los siguientes cargos de elección popular:
- 81 ayuntamientos. Compuestos por un Presidente Municipal y regidores, electos para un periodo extraordinario de cuatro años no reelegibles para el periodo inmediato.
- 40 Diputados al Congreso del Estado. 28 Electos por mayoría relativa en cada uno de los Distrito Electorales y 12 Electos bajo el principio de Representación Proporcional.

## Resultados electorales

### Ayuntamientos
| Partido/Alianza                                     | Partido/Alianza                                       | Municipios |
| --------------------------------------------------- | ----------------------------------------------------- | ---------- |
|                                                     | Partido Revolucionario Institucional                  | 40         |
|                                                     | Partido de la Revolución Democrática                  | 25         |
|                                                     | Partido Acción Nacional                               | 4          |
|                                                     | Coalición Juntos para Mejorar (PRI, PVEM)             | 4          |
|                                                     | Coalición Juntos Salgamos Adelante (Convergencia, PT) | 3          |
|                                                     | Partido Verde Ecologista de México                    | 2          |
|                                                     | Convergencia                                          | 2          |
|                                                     | Partido Socialdemócrata                               | 1          |
|                                                     | Partido del Trabajo                                   | 0          |
|                                                     | Partido Nueva Alianza                                 | 0          |
|                                                     | Partido Alianza por Guerrero                          | 0          |
| Fuente: Instituto Electoral del Estado de Guerrero. |                                                       |            |

#### Ayuntamiento deAcapulco
|  | 2.35 % |

|  | 33.20 % |

|  | 28.78 % |

|  | 30.98 % |

|  | 1.09 % |

|  | 2.89 % |

|  | 100.00 % |

#### Ayuntamiento deChilpancingo
|  | 3.91 % |

|  | 55.14 % |

|  | 18.80 % |

|  | 1.49 % |

|  | 1.68 % |

|  | 30.98 % |

|  | 2.51 % |

|  | 1.09 % |

|  | 3.06 % |

|  | 100.00 % |

#### Ayuntamiento deZihuatanejo de Azueta
|  | 2.01 % |

|  | 53.03 % |

|  | 39.70 % |

|  | 1.94 % |

|  | 2.38 % |

|  | 100.00 % |

#### Ayuntamiento deIguala de la Independencia
|  | 3.70 % |

|  | 55.97 % |

|  | 35.44 % |

|  | 1.74 % |

|  | 2.17 % |

|  | 100.00 % |

#### Ayuntamiento deChilapa de Álvarez
|  | 6.05 % |

|  | 39.06 % |

|  | 38.22 % |

|  | 4.01 % |

|  | 1.79 % |

|  | 1.51 % |

|  | 3.21 % |

|  | 6.13 % |

|  | 100.00 % |

#### Ayuntamiento deAtoyac de Álvarez
|  | 38.59 % |

|  | 47.10 % |

|  | 1.23 % |

|  | 1.41 % |

|  | 5.18 % |

|  | 1.35 % |

|  | 3.02 % |

|  | 100.00 % |

### Diputaciones
| Partido/Alianza                                     | Partido/Alianza                                       | Distritos Mayoría relativa | Rep. Proporcional | Total |
| --------------------------------------------------- | ----------------------------------------------------- | -------------------------- | ----------------- | ----- |
|                                                     | Partido Acción Nacional                               | 1                          |                   |       |
|                                                     | Partido Revolucionario Institucional                  | 11                         |                   |       |
|                                                     | Coalición Juntos para Mejorar (PRI, PVEM)             | 2                          |                   |       |
|                                                     | Partido de la Revolución Democrática                  | 13                         |                   |       |
|                                                     | Partido del Trabajo                                   | 0                          |                   |       |
|                                                     | Partido Verde Ecologista de México                    | 0                          |                   |       |
|                                                     | Convergencia                                          | 0                          |                   |       |
|                                                     | Coalición Juntos Salgamos Adelante (Convergencia, PT) | 1                          |                   |       |
|                                                     | Partido Nueva Alianza                                 | 0                          |                   |       |
|                                                     | Partido Socialdemócrata                               | 0                          |                   |       |
|                                                     | Partido Alianza por Guerrero                          | 0                          |                   |       |
| Fuente: Instituto Electoral del Estado de Guerrero. |                                                       |                            |                   |       |